# Jules Rimet
Jules Rimet (14 tháng 10 năm 1873 - 16 tháng 10 năm 1956) là chủ tịch của Liên đoàn bóng đá Pháp từ 1919 đến 1945 và là chủ tịch FIFA thứ 3 từ 1921 đến 1954. Cho đến nay ông vẫn là chủ tịch FIFA có nhiệm kì lâu nhất với 33 năm.
Rimet sinh tại Theuley-les Lavoncourt, Pháp.
Nhờ có sáng kiến của Rimet khi thấy được những thành công của bóng đá tại Olympic, World Cup bóng đá đầu tiên được tổ chức năm 1930. Do đó, Cúp vàng FIFA mang tên Cúp vàng Jules Rimet cho đến năm 1970. Ông cũng là người sáng lập ra một trong những đội bóng lâu đời nhất của Pháp: Red Star Saint-Ouen.
Ông mất tại Suresnes, Pháp năm 1956, một năm sau khi được đề cử giải Nobel Hoà bình.
Năm 2004, ông được FIFA truy tặng Kỉ niệm chương FIFA.